# Mausoleo de Teodorico
El mausoleo de Teodorico es un monumento situado a las afueras de Rávena (Italia) construido por el rey Teodorico el Grande hacia el año 520 d. C. con la intención de que fuera su futura tumba, en mármol blanco de Istria. Es la más célebre construcción funeraria de los ostrogodos. 

## Historia y perfil arquitectónico-artístico
Se alza, aislado, fuera de la ciudad, junto a la necrópolis reservada a los godos.
Rápidamente se distingue de todas las demás edificaciones de Rávena por el hecho de que no está construido en ladrillo, sino con bloques de piedra de Istria. Es de planta circular, retomando la tipología de otros mausoleos romanos (cfr. la tumba de Cecilia Metela), y se caracteriza por constar de dos pisos: 
- el inferior con forma decagonal, con nichos en cada lado, bajo arcos de medio punto y con un interior en forma de cruz;
- el superior es más pequeño, accesible mediante una escalera y antiguamente rodeado por un deambulatorio con columnillas que lo embellecía y del que sólo quedan trazas en el nacimiento de los arcos en las paredes. Su forma es también decagonal al exterior y circular al interior.

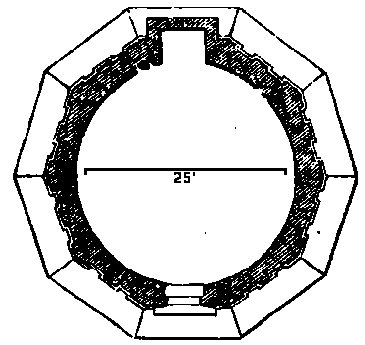
Planta de la Tumba de Teodorico.

Situada en el centro del piso superior se encuentra un sarcófago con forma de bañera, de pórfido rojo, donde se supone que debieron descansar los restos mortales de Teodorico. Dichos restos fueron extraídos durante la dominación bizantina y el mausoleo se convirtió en una capilla cristiana.
Según Valois, Muratori y Alberti, los restos del monarca descansaban en una vasija de pórfido situada sobre cuatro columnas que coronaban la cúpula, realizada en un solo bloque de granito. Esta cubierta del mausoleo es la característica más sorprendente del edificio. Está formada por un único monolito con forma de casco, en piedra de Aurisina de 300 toneladas y de 11 metros de diámetro, transportado por mar. Simboliza la fuerza y robustez militar típicas de las culturas germánicas. Se encontraba rematada por estatuas de los doce apóstoles en bronce. 
Se encuentra en el exterior una banda decorativa con un motivo «a tenaza», el único testimonio en Rávena de una decoración tomada de la orfebrería goda más que del repertorio romano-bizantino.
El monumento fue declarado junto a otros siete «Monumentos y mosaicos del Cristianismo temprano en Rávena» como Patrimonio de la Humanidad por parte de la Unesco en 1996. La importancia del mausoleo reside en su estilo romano tardío o paleocristiano con claras influencias bizantina y romana y en el hecho de que es el único ejemplo que se conserva de una tumba de un rey bárbaro de su periodo.

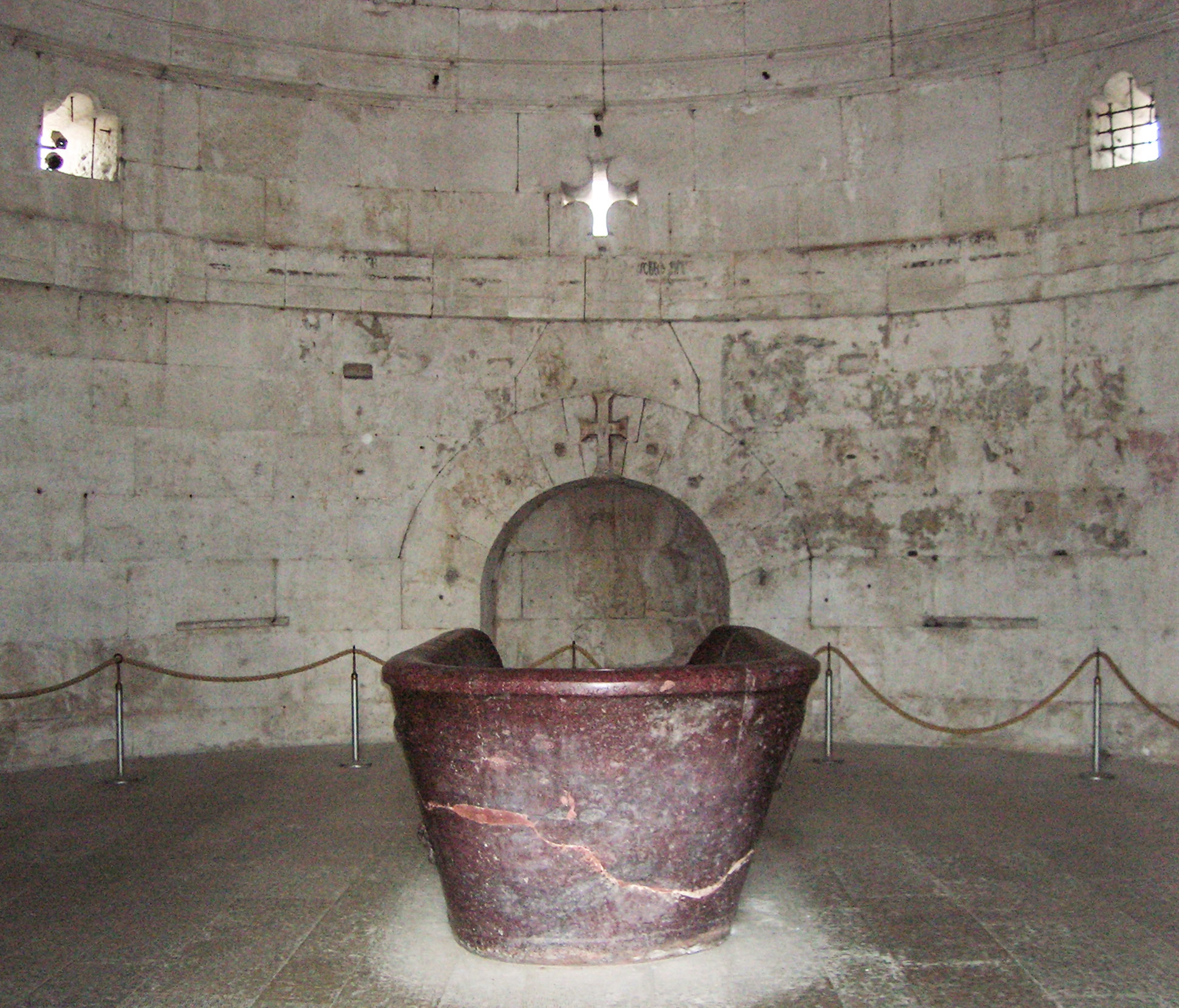
Planta superior, el sarcófago en pórfido rojo.

## Visita al Monumento
Este monumento es visitable pero hay que tener algunas consideraciones. Se puede recorrer su borde exterior al que se accede por una pasarela metálica y visitar su interior. Sin embargo hay que advertir que está un poco alejado del centro de la ciudad, a unos 15 minutos andando, en la dirección contraria a los otros monumentos de la ciudad. Por otro lado, hay que destacar que aunque se puede ver desde fuera del parque en el que está ubicado, el acceso al parque tiene unos horarios determinados y el acceso es de pago (4€ en 2023).

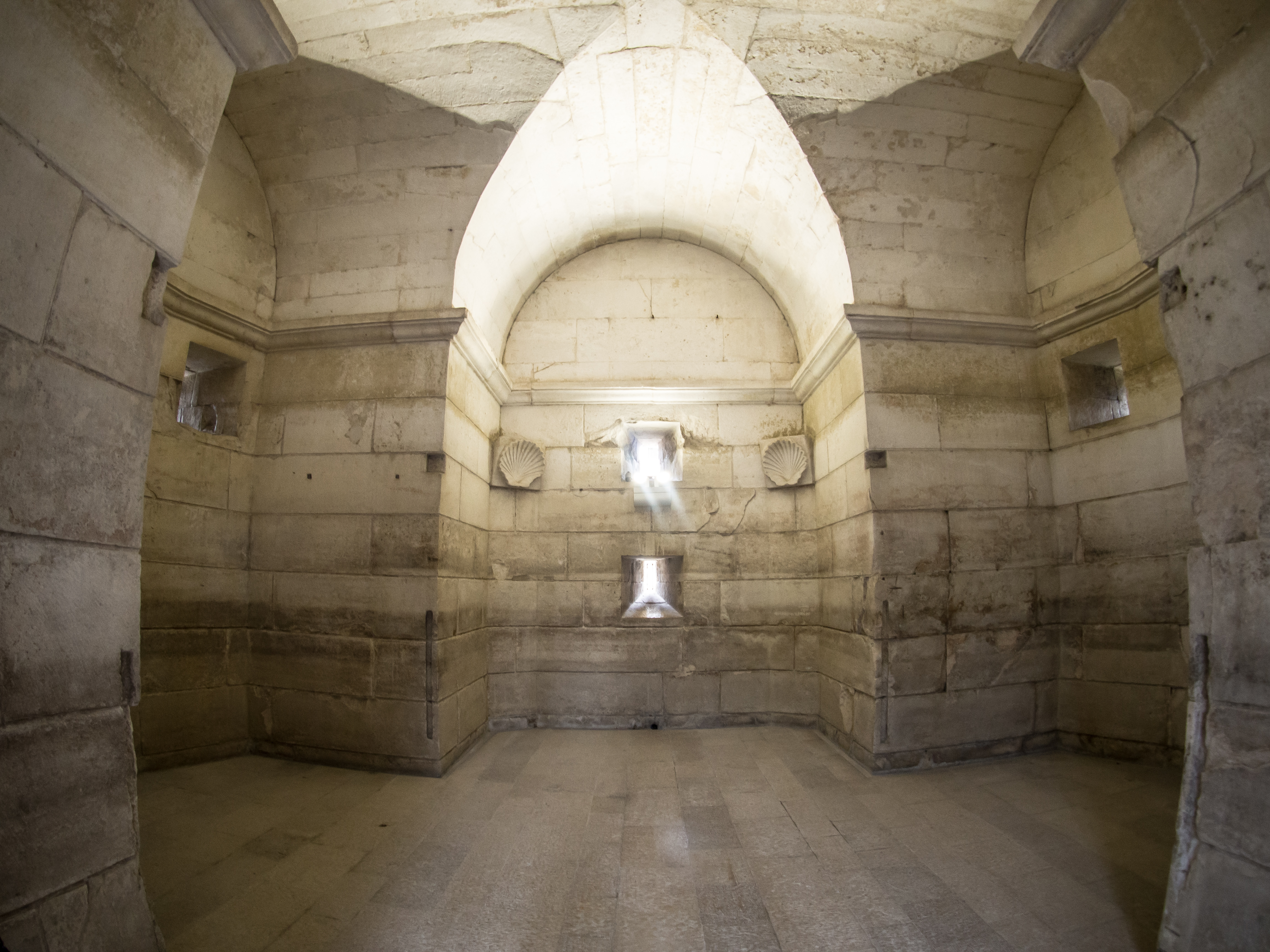
Interior de planta baja
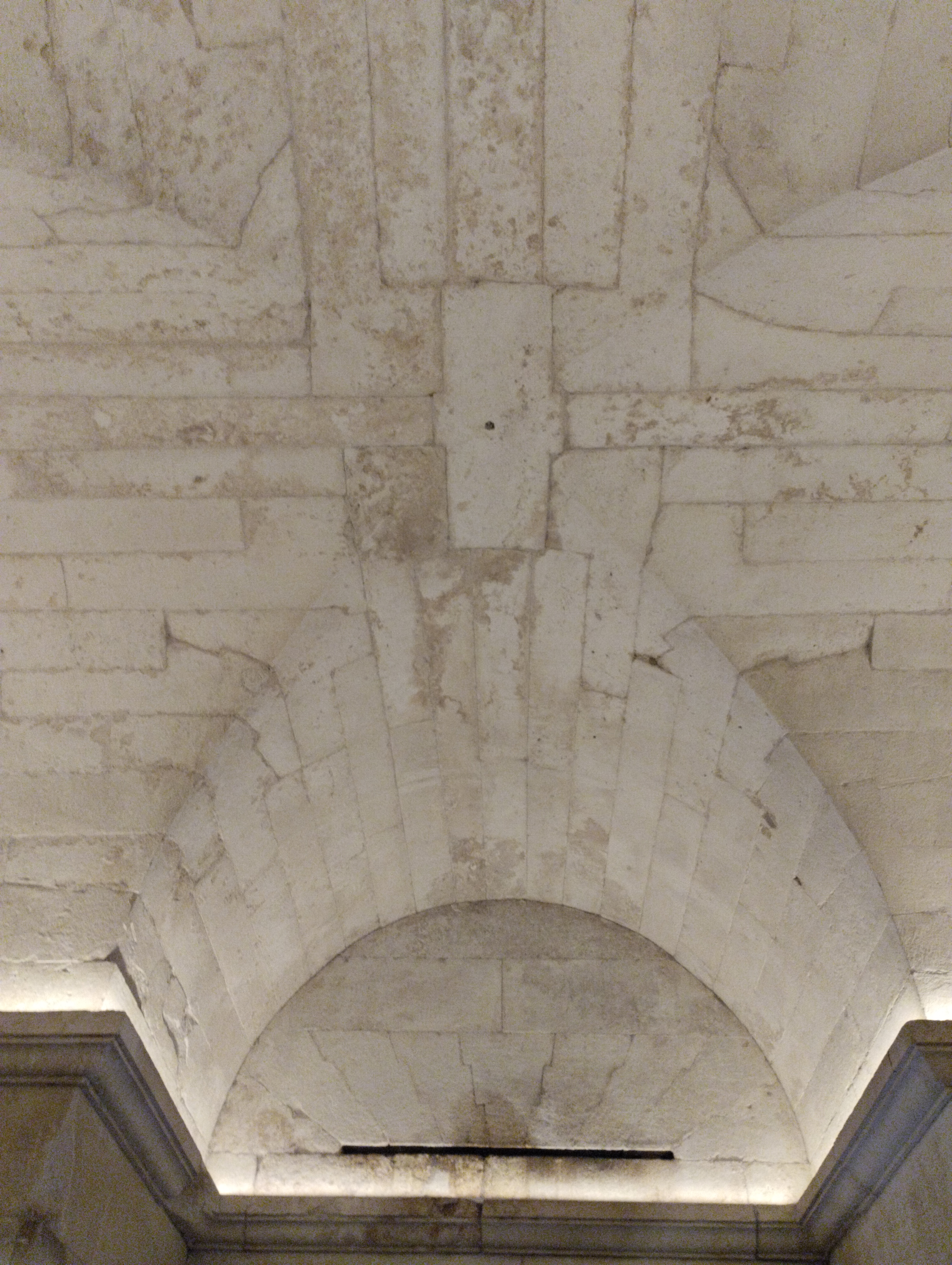
Despiece de la bóveda de la planta baja
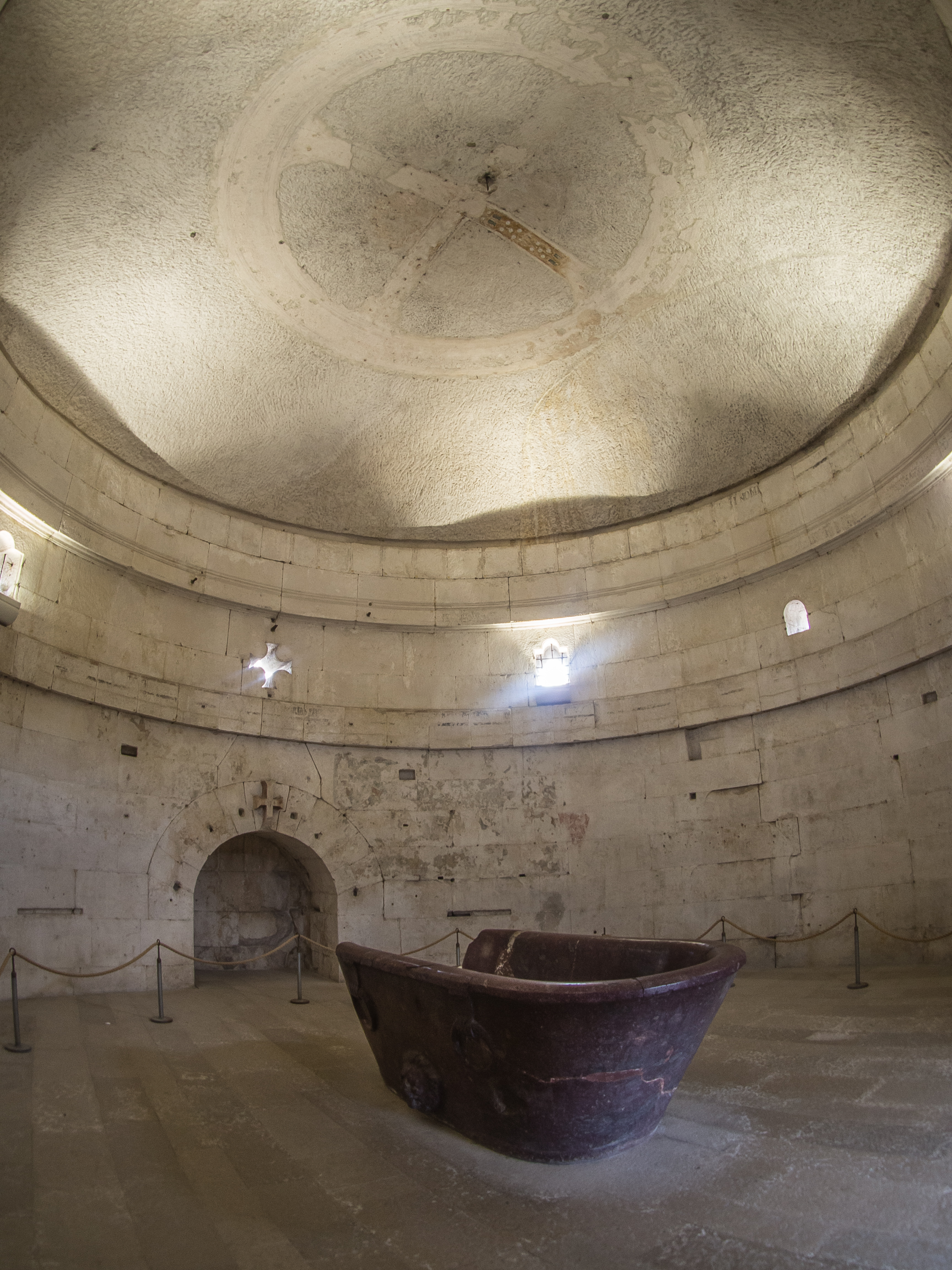
Interior de planta superior
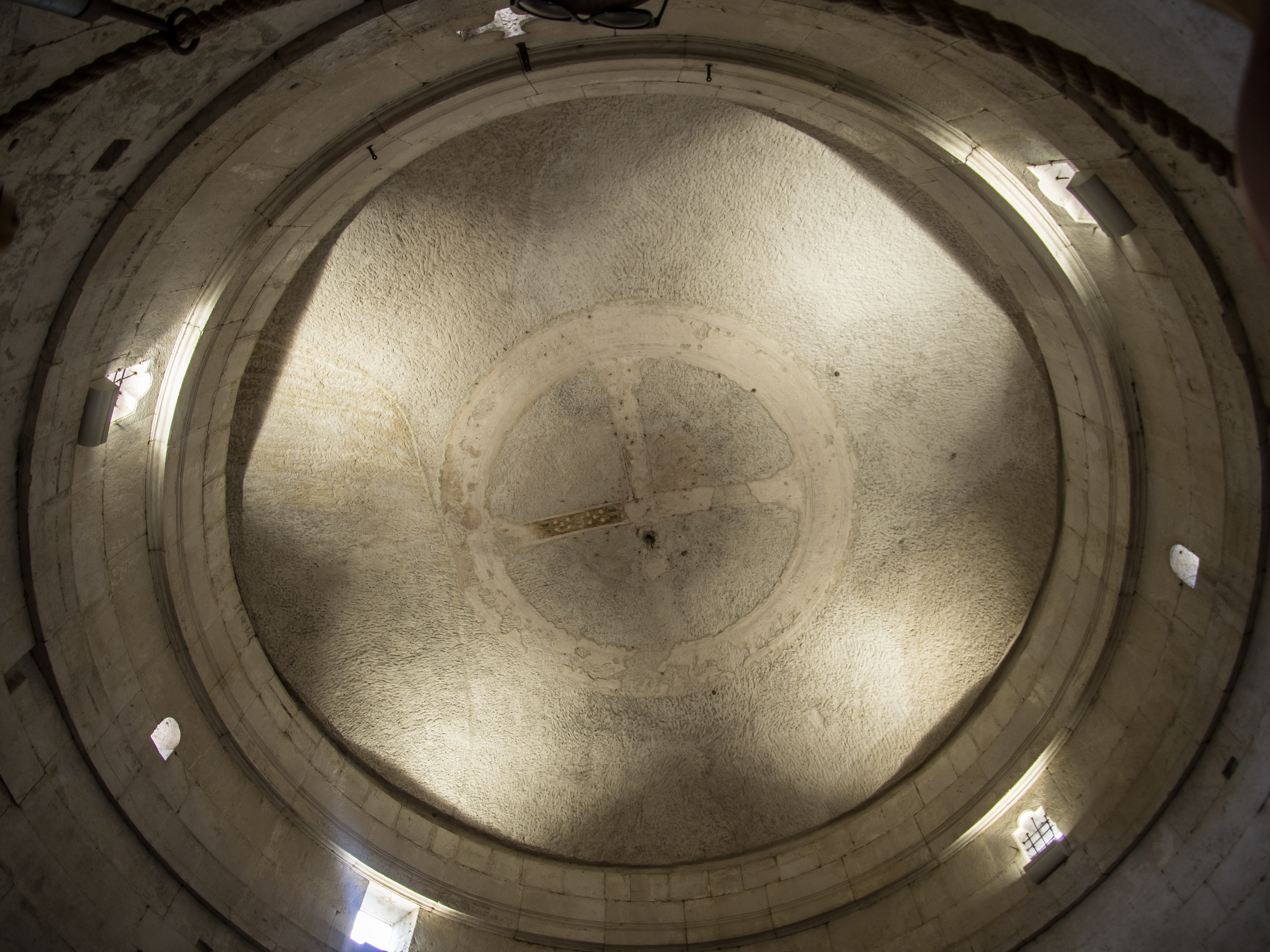
Planta superior con techo agrietado
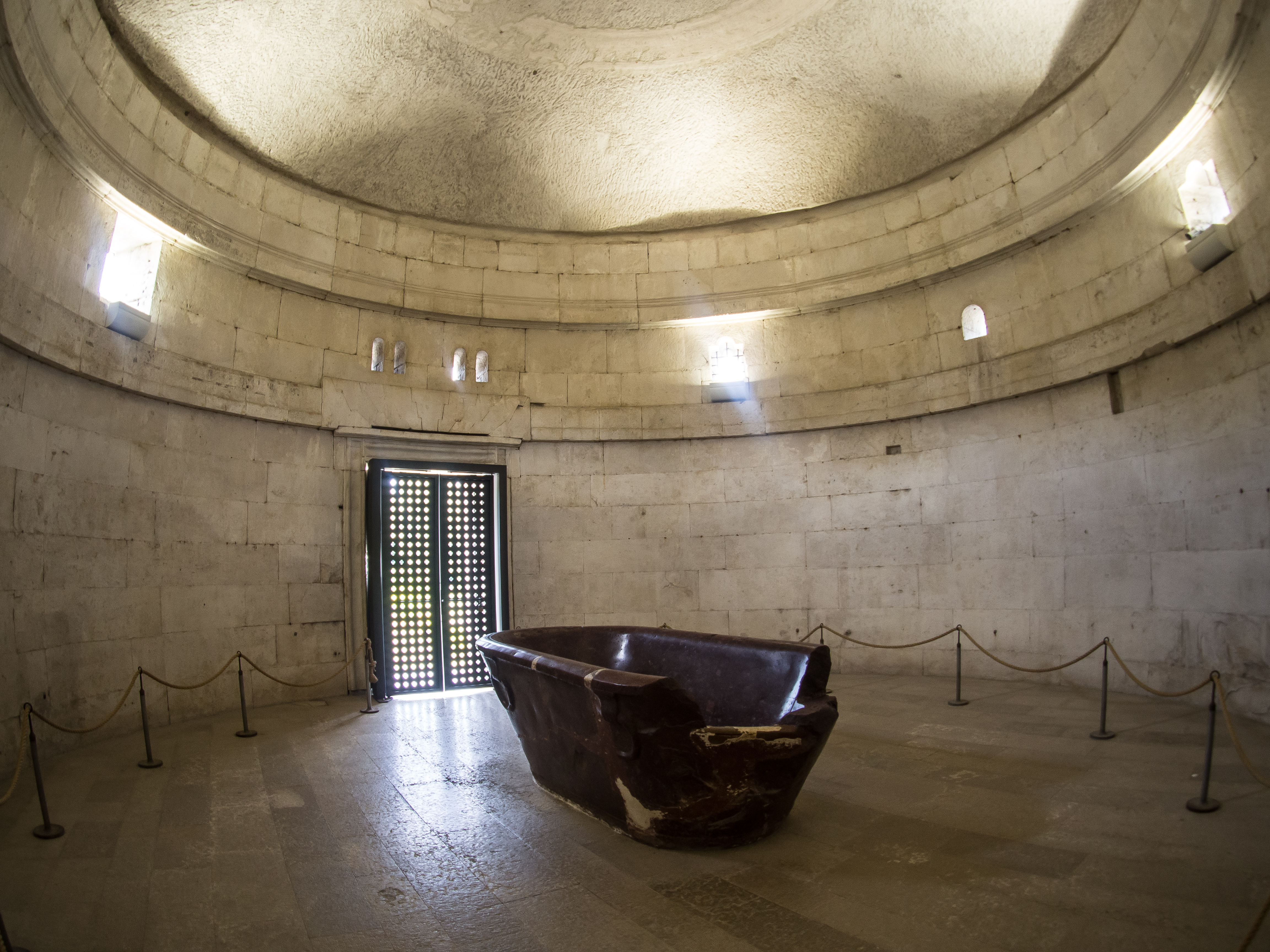
Vista gran angular de planta superior